# 培基小學
香港神託會培基小學（英語：Stewards Pooi Kei Primary School），簡稱SPKPS，簡稱培基小學，是香港一所政府資助的全日制男女小學，由香港神託會於1990年創立。位於新界沙田火炭樂霞坊2號。畢業學生能以連繫方法升讀培基書院。

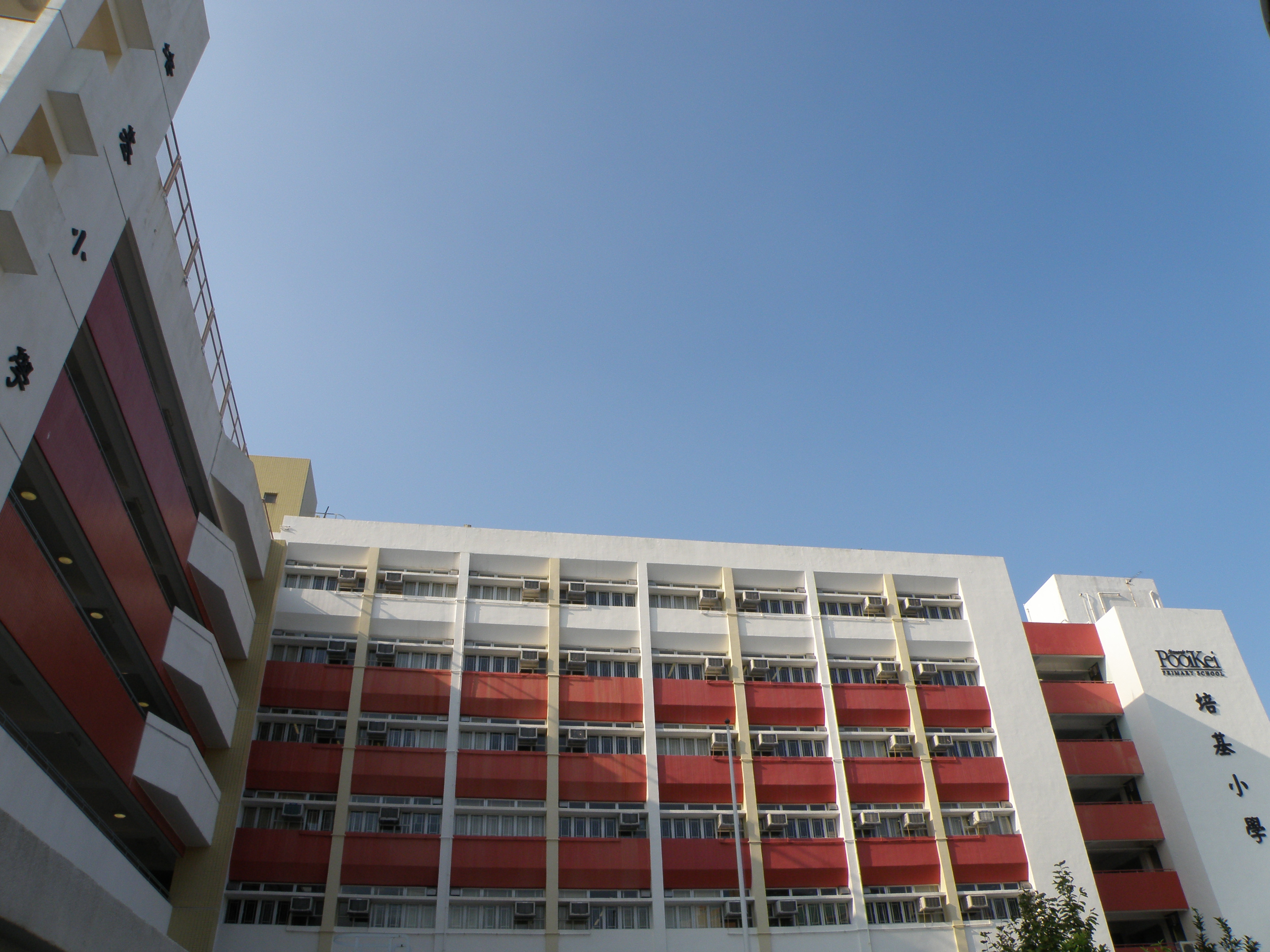
培基小學校舍外觀

## 歷史
1958年，杜惠霖先生和夫人在黃大仙徙置區的天台成立培基學校，是第一代的培基學校。1990年，首任校監艾德根先生和首任校長陳世豪先生秉承原培基辦學理念，在沙田現址辦學。

## 歷屆行政人員

### 校監
- 艾德根 先生（1990年-？）
- 彭秋嫦 女士（現任校監）

### 校長
- 陳世豪 先生（1990年-不遲於2002年；由同系培成小學上午校調任）
  - 李自勤 先生（2002年，署任校長）[4]
- 黃清江 先生（2007年起-2024年；由同系培賢小學下午校調任[5]）
- 嚴慧儀女士 (2024年起，現任校長; )

## 學校設施
學校室外設有雨天操場、籃球場、環保生態園、教會辦公室等等、而室內設有音樂室、電腦室、視藝室、小舞台、多用途場地、圖書館及禮堂等等。

## 教學方法
1998年起，中文以普通話授教（此前中文以粵語授教），科學從開校時已以英文授教。2006年起，一年級至三年級數學則全以英文授教，而四年級以上會因應個別學生程度而可分配到粵語數學班，而常識科（代替社會和健康教育科）會以粵語授教。

## 班級
一至六年級各級四班。

## 連繫中學
此校與同系的香港神託會培基書院（為直資中學）結為連繫中學，該校中一有25%的學額預留予此校學生。
值得一提的是，在開辦培基書院時，此校原先打算一併轉為直資，以便兩校結為「一條龍學校」，但最後沒有付諸實行。

## 著名/傑出校友
- 張栢芝：香港女藝人
- 邱傲然：香港男子組合 MIRROR成員

## 外部連結
- 學校網址 （页面存档备份，存于）

22°24′00″N 114°11′52″E / 22.400136°N 114.197905°E